# Secretari per a l'Almirallat
Secretari per a l'Almirallat en anglès: Parliamentary and Financial Secretary to the Admiralty o Parliamentary and Financial Secretary to the Board of Admiralty va ser un càrrec a la Junta d'Almirallat i oficial civil de la Royal Navy britànica. En general, es va complir per un membre de les reunions del Consell d'Almirallat fins a 1929, va ser diputat al Primer Senyor de l'Almirallat al Parlament, va ser principalment responsable de totes les propostes de Comptes Navals, Estimacions, Despeses, Finances i Despeses de 1625 a 1959.